# Icukušima (otok)
Itsukushima
Otok Icukušima (厳島) je otok v zahodnem delu Notranjega morja Seto, Japonskega morja, ki leži severozahodno od zaliva Hirošima. Ljudsko je znan kot Mijadžima  (宮島), kar v japonščini pomeni »otok svetišče«. Otok je eden od Treh pogledov na Japonsko Hajaši Gahōja iz leta 1643. Icukušima je del mesta Hacukaiči v prefekturi Hirošima. Otok je bil pred združitvijo s Hacukaičijem leta 2005 del nekdanjega mesta Mijadžima.
Icukušima je znan po svetišču Icukušima, ki je na Unescovem seznamu svetovne dediščine. Po zapisih je bilo svetišče ustanovljeno v času cesarice Suiko. Današnjo podobo je dal svetišču dvorni bojevnik Taira no Kijomori. Leta 1555 je daimjo Mōri Motonari premagal samuraja Sue Harukata v bitki pri Mijadžimi. Daimjo in samuraj Tojotomi Hidejoši je zgradil veliko stavbo, Sendžō-kaku, na hribu nad svetiščem.
Icukušima ima številne templje, vključno s svetiščem Tojokuni s petstopenjsko pagodo  in templjem Daigandži – enim od treh najbolj znanih templjev Benzaiten (boginje zgovornosti) na Japonskem. Otok je znan tudi po češnjevih cvetovih na zgornjem hribu in jesenskem obarvanju javorovih listov.
Otok Icukušima, vključno z vodami okoli njega (del Notranjega morja Seto), leži znotraj narodnega parka Setonaikai. To morje je pod vplivom močnega plimovanja. Ob oseki je dno morja izpostavljeno mimo otoških torijev. Ob visoki plimi morje prekrije vso prej izpostavljeno blato morskega dna in napolni območja pod sprehajališčem za svetišče.

## Geografija
Icukušima je gorat in redko poseljen. Ima osnovno šolo in srednjo šolo. Je podeželsko in gorato območje, meri le 30,39 kvadratnih kilometrov in ima približno 2000 prebivalcev. Ni mest, le majhna naselja s preprostimi hišami in zasebnimi trgovinami. Otočani se trudijo ohranjati gozdove in spoštovati naravo.
Pogoste trajektne storitve, ki jih upravlja JR West (trajekt JR Mijadžima ) in turistična ladja Mijadžima  Macudai, opravljajo promet med otokom in celino v Mijadžimagučiju. Potovanje traja približno deset minut. Vsako uro vozi hitri potniški trajekt do pristanišča Hirošima.
Javorji Mijadžima so znani po vsej Japonski in jeseni otok odenejo v škrlatno odejo. Momiji mandžū, pecivo, polnjeno z azuki marmelado ali kremo, so priljubljeni spominki in imajo emblem javorovih listov. Na voljo so številne druge vrste, kot sta čokolada in sir. Ker otok velja za svetega, se dreves ne sme sekati za les. Jeleni se prosto sprehajajo. Ti veljajo za svete v domači šintoistični veri, ker veljajo za glasnike bogov. Hodijo po ulicah mesta in se ne bojijo turistov.
Šamodži, slog lesenega vesla, ki se uporablja za postrežbo kuhanega riža, ne da bi poslabšal okus, naj bi izumil menih, ki je živel na otoku. Šamodži je priljubljen spominek, v nakupovalni četrti pa je nekaj prevelikih primerkov.
Vrh gore Misen s 535 m je najvišja točka na otoku. Žičnica Mijadžima  pripelje obiskovalce do vrha v 30 minutah vožnje. Obstaja več mest, povezanih z zgodovinskim budističnim duhovnikom in ustanoviteljem Šingon budizma, Kōbō Daišijem (弘法大師) (774–835), vključno z Daišō-inom, blizu vrha.
Na severni obali otoka je naravni botanični vrt Mijadžima  (宮島自然植物実験所, Mijadžima Šizen Šokubucu Džikenšo).
Ljudje se pogosto odpravijo na kratko vožnjo s trajektom iz celinske Japonske, da bi molili v svetiščih Mijadžima  in se čudili lepoti njegovih gozdov. Svetišča na otoku vključujejo Senjokaku (svetišče Tojokuni), petnadstropno pagodo, dvonadstropno pagodo, svetišče Kijomori in svetišče Omoto.

## Svetišča in templji
Upoštevajte, da na Japonskem izraz »svetišče« pomeni šintoistično versko strukturo, »tempelj« pa budistično.

### Svetišče Icukušima
Mijadžima  je znan po svetišču Icukušima (厳島神社, Icukušima-džindža), ki je šintoistično svetišče. Znan je po »lebdečih« vratih tori. Zgodovinski kompleks svetišča je uvrščen na Unescov seznam svetovne dediščine, japonska vlada pa ga je uvrstila tudi med nacionalne zaklade.

### Tempelj Daigandži
Poleg svetišča Icukušima je tempelj Daigandži, posvečen boginji Benzaiten in trem Budam, pomembnim za Šingon budizem. Boginja Benzaiten na Japonskem je bila izsledena do boginje Sarasvati v hinduizmu v Indiji. Je boginja zgovornosti, glasbe, umetnosti, bogastva in znanja. Tri Bude v templju so Gautama Buda, Buda modrosti in Buda usmiljenja.
Tempelj Daigandži je eden od treh najbolj znanih templjev Benzaiten na Japonskem, skupaj s templji Enošima Benzaiten (Kanagava) in Čikubudžima Benzaiten (Šiga). Tempelj Benzaiten je odprt za javnost le enkrat vsako leto, 17. junija. Na ta dan ima Mijadžima velik festival in ljudje iz regije obiščejo tempelj, da bi darovali svoje molitve.
Natančen datum prve izgradnje templja Daigandži Benzaiten ni znan. Rekonstruiran je bil okoli leta 1200 v obdobju Kamakura. Datum izgradnje Icukušima-džindža in templja Daigandži je ocenjen na 6. stoletje ali kasneje, obstoj Icukušima-džindža pa je potrjen v zgodnjem 9. stoletju v starodavnih japonskih besedilih. Nihon Šoki potrjuje svetost teh struktur Mijadžama v obdobju Heian (794–1184).

### Tempelj Daišō-in
Main article: Daishō-in
Daishō-in je zgodovinski japonski tempelj na gori Misen, sveti gori na otoku. To je 14. tempelj v romanju Čugoku 33 Kannon in znan po javorjih in njihovih jesenskih barvah. Imenuje se tudi Suišō-dži. Kot sedež veje Omuro budizma Šingon je najpomembnejši tempelj Mijadžima. Tempelj je bil skrbnik svetišča Icukušima, preden je obnova Meidži leta 1868 prepovedala (Šinbucu bunri) sinkretizem (Šinbucu-šūgō) med šintoizmom in budizmom.

### Svetišče Sendžokaku (Tojokuni)
Sendžokaku (»paviljon s 1000 preprogami«) je največja stavba na otoku Mijadžima, kot pove že ime. Tojotomi Hidejoši je začel graditi Sendžokaku kot budistično knjižnico, v kateri bi lahko izvajali petje Senbu-kjo suter za padle vojake. Hidejoši je umrl leta 1598 in stavba ni bila nikoli v celoti dokončana. Prvotno so bili Amitabha Buda in dva budistična svetnika, Ānanda in Mahākāśjapa, vključeni v strukturo do obnove Meidži, ko je bila stavba spremenjena v šintoistično svetišče, posvečeno Tojotomiju Hidejošiju. Številne votivne tablice s slikami, ki so visele v svetišču Icukušima do obdobja Meidži, so obešene na stenah znotraj dvorane.

### Petstopenjska pagoda (Godžunoto)
Bližnja petstopenjska pagoda, zgrajena leta 1407 (torej pred Sendžokakujem), je vsebovala Jakuši Njorai Zazo, Budo zdravilstva, ki naj bi ga izdelal sam Kobo Daiši v spremstvu Fugena Bosacuja (Buda usmiljenja) in Mondžu Bosacu (Buda modrosti). Tri podobe so bile med obnovo Meidži prestavljene v tempelj Daigandži.

## Galerija
- Mijadžima  leta 1913
- Na tem mestu je nekoč stal grad Katsuyama
- Pagoda Goju-no-to iz templja Senjō-kaku
- Jelen blizu vrat tori
- Češnjevi cvetovi v bližini templja Senjokaku
- Svetišče Icukušima, gleda iz vode s torijem v ospredju
- Tempelj Sanki-gongen-dō blizu vrha gore Misen
- Hirošige
- Hirošige
- Kunisada
- Hirošige II
- Miniaturni lotosovi cvetovi v Daišo-in Mijadžima